# Baignon
Der Baignon ist ein Fluss in Frankreich, der im Département Loir-et-Cher in der Region Centre-Val de Loire verläuft. Er entspringt unter dem Namen Grand Fossé im Waldgebiet Forêt de Marchenoir, in der Gemeinde Saint-Laurent-des-Bois, nahe der Grenze zur Nachbargemeinde Marchenoir, entwässert generell Richtung Westnordwest durch die Naturlandschaft Beauce und mündet nach rund 27 Kilometern im Gemeindegebiet von Morée als linker Nebenfluss in den Loir. In seinem Unterlauf findet auf einer Länge von etwa einem Kilometer eine Versickerung im Untergrund statt.

## Orte am Fluss
(Reihenfolge in Fließrichtung)
- Saint-Laurent-des-Bois
- Autainville
- La Gahandière, Gemeinde Beauce la Romaine
- Écoman, Gemeinde Vievy-le-Rayé
- La Ritière, Gemeinde Vievy-le-Rayé
- Morée

## Sehenswürdigkeiten
- Die Römerstraße Voie de Jules César quert den Fluss zwischen den Orten La Gahandière (La Colombe) und Orme Guignard (Moisy) – Monument historique[4]